# Trichobius dybasi
Trichobius dybasi är en tvåvingeart som beskrevs av Wenzel 1966. Trichobius dybasi ingår i släktet Trichobius och familjen lusflugor. Inga underarter finns listade i Catalogue of Life.